# SS Franz Fischer
El SS Franz Fischer (originalmente llamado SS Rocklands) era un barco minero británico. Inicialmente fue operado por una compañía británica, pero en 1914 fue operado bajo bandera alemana. El buque estaba en Sharpness, Inglaterra, al estallar la Primera Guerra Mundial y fue incautado por el gobierno británico. A partir de entonces, el Almirantazgo lo operó como barco minero. 
El Franz Fischer fue hundido por una explosión el 1 de febrero de 1916 con la pérdida de 13 de su tripulación. La prensa alemana afirmó que había sido hundido por una bomba de un Zeppelin y el barco fue descrito como el primer barco mercante hundido por un ataque aéreo, ya sea por Zeppelin o por aviones de ala fija. Investigaciones recientes han concluido que el barco fue hundido por el submarino UB-17.

## Carrera temprana
Franz Fischer fue construido, como el minero SS Rocklands, por la Irvine's Shipbuilding and Drydock Company en West Hartlepool, condado de Durham, en 1881. Tenía un casco de hierro y medía 222,3 pies (67,8 m) de longitud, 31 pies 4 pulgadas (9,6 m) de manga y 15,4 pies (4,7 m) en profundidad. Rocklands tenía un tonelaje de registro bruto de 953. Disponía de una máquina de vapor compuesta de 99 caballos de fuerza nominales.
El primer propietario del Rocklands fue Hardy, Wilson & Co. de West Hartlepool. En 1914 navegaba bajo bandera alemana. Estaba en Sharpness cuando estalló la Primera Guerra Mundial y fue incautado por las autoridades británicas. El Almirantazgo lo mantuvo como barco minero, uno de los 34 barcos operados para ellos por Everett &amp; Newbigin. Inusualmente, su nombre alemán se mantuvo en el servicio del Almirantazgo británico.

## Hundimiento
El 31 de enero de 1916, el Franz Fischer salió de Hartlepool con un cargamento de 1020 toneladas largas (1036,4 t) de carbón a Cowes. Al acercarse al buque faro Kentish Knock a las 21:30 horas del 1 de febrero, el Franz Fischer fue advertido de las minas marinas alemanas en la ruta que tenía por delante y su capitán decidió unirse a un grupo de buques anclados para pasar la noche.
A las 22.30 horas se produjo una explosión en medio del buque Franz Fischer. El Franz Fischer apareció solo levemente dañado, aunque la tripulación se preparó para bajar sus botes en caso de que tuvieran que abandonar el barco. Sin embargo, pronto desarrolló una lista a babor y volcó y se hundió dos minutos después de la explosión. Tres tripulantes fueron salvados por el vapor belga SS Paul, su jefe de máquinas británico y mayordomo y un marinero de Terranova. Otros hombres habían sobrevivido al hundimiento inicial pero perecieron en el agua, lo que resultó en 13 muertes por el hundimiento.

### Causa
Ha habido mucho debate sobre la causa del hundimiento. El servicio de noticias alemán Wolffs Telegraphisches Bureau informó que el barco había sido hundido por una bomba de un zeppelin que regresaba del ataque del 31 de enero al 1 de febrero en las Midlands inglesas. La tripulación sobreviviente del Franz Fischer informó haber escuchado un ruido mecánico hacia el sureste justo antes de la explosión y uno describió la sensación de que un avión estaba sobrevolando, lo que da crédito a la afirmación. Se destacó por ser el primer barco mercante hundido por un ataque aéreo y el «primer barco de vapor en la historia cuya pérdida por un ataque aéreo puede confirmarse positivamente».
Todos los zepelines del ataque a Inglaterra habían pasado por la zona en el momento del hundimiento, excepto el zepelín LZ 54 (L 19), que sufría problemas con el motor. Durante algún tiempo se le atribuyó el hundimiento. Sin embargo, los historiadores de Historic England reconstruyeron los últimos movimientos del L 19 antes de que naufragara en el Mar del Norte más tarde el 1 de febrero de 1916 y notaron que estaba demasiado al norte para hundir al Franz Fischer. Una teoría alternativa en ese momento y desde entonces era que fue hundida por un bombardero alemán que volaba desde Zeebrugge.
La investigación de Historic England concluye que el barco fue hundido por el submarino alemán UB-17. Los registros del submarino indican que disparó dos torpedos a un barco en Kentish Knock la noche del hundimiento. El primero falló, pero la tripulación reclamó un golpe del segundo. El sonido del primer torpedo, que fue un fallo de encendido, puede explicar los ruidos que escuchó la tripulación del Franz Fischer antes de la explosión. La historia oficial británica de la Primera Guerra Mundial en el mar atribuye el hundimiento al UB-17.

## Legado
La historia del hundimiento de Franz Fischer fue contada por el escritor Alfred Noyes en The Times como «Open Boats». Se hizo una dramatización radiofónica y también se serializó en The New York Times.